# Frontliner
DJ Frontliner (pseudoniem van Barry Drooger) (Emmeloord, 24 mei 1984) is een Nederlands hardstyle-diskjockey.
Hij begon met produceren in 2005 onder de naam Abject. Aan het eind van 2006 werkte hij mee aan het project Headhunterz van Willem Rebergen. Zijn werk komt uit op Keep It Up Music, het door Frontliner in juni 2012 opgerichte label.
Frontliner stond op Defqon.1, Decibel Outdoor, Qlimax, Reverze, In Qontrol en nog een aantal andere grote harddancefeesten.
In 2010 maakte Frontliner het anthem voor het Q-dancefestival In Qontrol, genaamd Save.Exit.Planet. Het jaar daarop, in 2011, maakte hij het anthem voor het Reverze festival met als titel "Call of the Visionary". Hij maakte in 2012 een van de 7 anthems van Q-base, "Symbols", en in 2013 het anthem voor Defqon.1 met als titel "Weekend Warriors".

## Privéleven
Barry is getrouwd met Petra, en hij is (bijna) veganist.

## Albums
- Producers Mind (2011)

## Ep's
- Self Deprication / Muzyk (2008)
- Spacer / Warphole (2008)
- Tuuduu / Rock That Thing (2008)
- The First Cut / Greenhouse (2009)
- Sunblast / Expressionz (2009)
- Time / Rollin' (2009)
- Outside World (met Marc Acardipane) (2009)
- Magic / Become The Sky (met B-Front) (2010)
- Keep It Up / Phaseriffic (2012)
- The Summer Of Frontliner (2014)
- The Summer Of Frontliner 2 (2015)

## Bekende nummers
- Scantraxx Rootz (2006) (met Headhunterz, als Abject)
- End of My Existence (2006) (met Headhunterz, als Abject)
- In Our Memories (2007) (als Abject)
- Spacer (2008)
- Warphole (2008)
- Time (2009)
- Sunblast (2009)
- Expressionz (2009)
- The First Cut (2009)
- Magic (2010) (met B-Front)
- Become the Sky (2010) (met B-Front)
- Save.Exit.Planet (2010) (Official In Qontrol Anthem 2010)
- Who I Am (2010) (met MC Villain)
- Discorecord (2011)
- Rebirth of the Sun (2011)
- Call of the Visionary (2011) (Official Reverze Anthem 2011)
- Dream Dust (2011)
- Lose the Style (2011)
- Keep It Up (2012)
- Phaseriffic (2012)
- Never Come Down (2012) (met John Harris)
- Technoboy - Rage (Frontliner Remix) (2012)
- Symbols (Q-Base 2012 Open Air anthem)
- I'm The Melodyman (2012)
- Halos (2012) (met John Harris)
- Weekend Warriors (2013) (Official Defqon.1 Anthem 2013)
- (We are) Indestructible (2013) (met Katt Niall)
- Tuning Into You (2013) (met Seraina)
- Armin van Buuren - Shivers (Frontliner Remix) (2013)
- You Got Me Rocking (2014)
- Somebody Say Yeah (2014)
- Galaxies Collide (2014) (met Kristina Antuna) #TSOF
- TBA2 (One More Time) (2014) #TSOF
- Frontliner & Radical Redemption (2014) (met Radical Redemption) #TSOF
- Beam Me Into Space (2014) #TSOF
- Summer (2014) #TSOF
- Galantis - Runaway (2015) (Frontliner Bootleg) #TSOF2
- Beatdown (2015) #TSOF2
- Loud (2015) (met John Harris) #TSOF2
- Run (2015) (met Nexone) #TSOF2
- T.M.M.O (2015) (met Wasted Penguinz) #TSOF2
- WKND (2016) (met Max Enforcer)
- What You Came For (2016)
- I Follow you (2018) (met Jantine)
- Silence (2018)